# Рейтер, Бруно Генрихович
Бруно́ Ге́нрихович Ре́йтер (28 апреля 1941, с. Гуссенбах, Франкский кантон, АССР немцев
Поволжья — 16 августа 2019) — российский учёный и политик. Инициатор создания и первый глава администрации муниципального образования «Азовский немецкий национальный район Омской области».

## Биография
После депортации семьи в сентябре 1941 года проживал в селах Цветнополье и Александровка Азовского района.
В 1963—68 годах обучался на агрономическом факультете Омского сельскохозяйственного института, затем в аспирантуре. В 1971 году защитил кандидатскую диссертацию по специальности «селекция и семеноводство».
С 1973 года — заведующий лабораторией генетики иммунитета в СибНИИСХоз в г. Омске. В 1981 году защитил докторскую диссертацию по специальности «фитопатология и защита растений». Профессор по специальности «генетика» (1988 г.)
Инициатор создания Азовского немецкого национального района. С марта 1992 года назначен главой администрации Азовского немецкого национального района. Переизбирался в 1996, 2000 и 2004 (с небольшим перевесом) гг. В 2010 году уступил на выборах бывшему коллеге по администрации района Виктору Германовичу Сабельфельду, занявшему пост главы района.
В 1996—1997 годах — начальник Департамента по делам российских немцев Министерства по делам национальностей (по совместительству).
В 1997 году избран председателем совета Немецкой национально-культурной автономии Омской области. Член Межправительственной Российско-германской комиссии по проблемам российских немцев. Избирался депутатом Областного совета депутатов (1990—1994 гг.) и Законодательного собрания Омской области (1994—1998 гг.).
Награждён орденом Дружбы (1999 г.), и Офицерским крестом ордена за заслуги перед Федеративной Республикой Германии I степени (нем. Verdienstkreuz 1.Klasse) (2008 г.).
В 2012 году удостоен звания Лауреата ежегодного конкурса «Лучшие имена немцев России» в области общественной деятельности им. Артура Карла.
Соавтор монографии:
- Генетика признаков продуктивности яровых пшениц в Западной Сибири [Текст] / [В. А. Драгавцев, Р. А. Цильке, Б. Г. Рейтер и др.]; Отв. ред. Д. К. Беляев. - Новосибирск : Наука. Сиб. отд-ние, 1984. - 230 с. : ил.; 22 см.